# Voxan

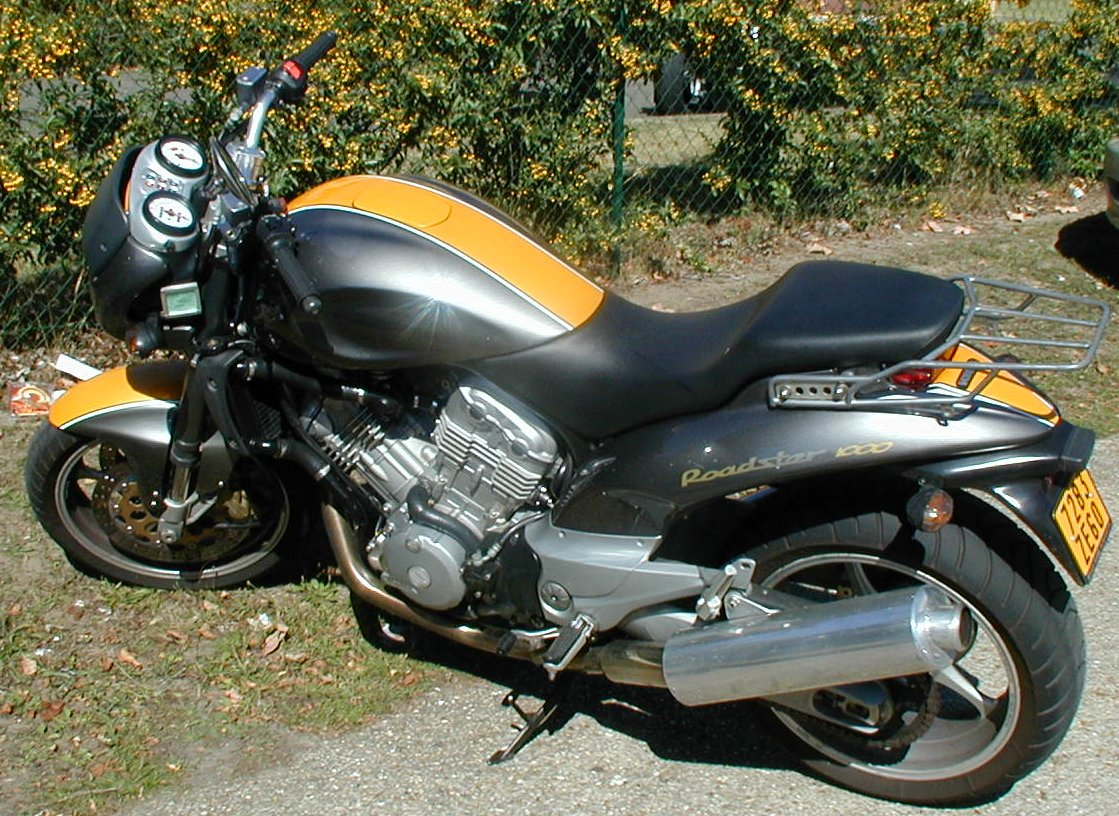
Voxan Roadster

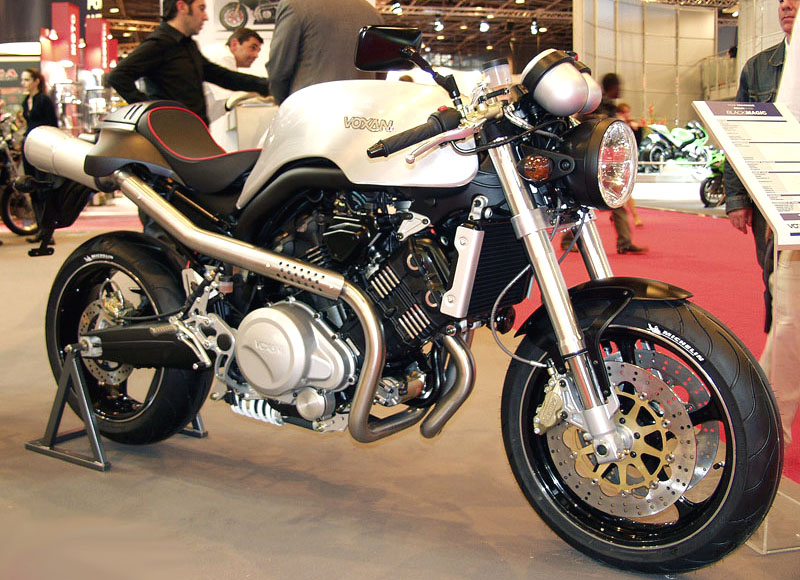
Voxan Black Magic

La Voxan è una casa motociclistica francese. La sua sede è ad Issoire. Fu fondata nel 1995 de Jacques Gardette.
Tutte le sue motociclette sono equipaggiate con un unico motore in configurazione bicilindrica a V da 996 cm³ raffreddato a liquido. Anche varie altre caratteristiche tecniche sono in comune per tutti i modelli come il monoammortizzatore posteriore.
Dopo essere stata messa in liquidazione dal tribunale del commercio di Clermont-Ferrand alla fine del 2009, la Voxan è stata acquistata dalla Venturi Automobiles nel giugno del 2010.

## I modelli
- La Roadster : Primo modello lanciato dalla casa, di tipo naked, è stato rivisto nel 2005.
- La Cafe Racer : Di tipo sportivo, tra i maggiori successi della casa.
- La Scrambler : Presentata nel 2001 di utilizzo polivalente strada/fuoristrada
- La Street Scrambler : Presentata nel 2003
- La Black Magic : Presentata nel 2004 dallo stile retrò.
- La Charade : Presentata nel 2006 di tipo sportivo.